# Magyar Dolgozók Országos Hivatásszervezete

A Hivatásszervezet jelképe

A Hivatásszervezet, a Magyar Dolgozók Országos Hivatásszervezete keresztény érdekvédelmi szervezet a 20. század első felében.
A Hivatásszervezet egyike azoknak a keresztény szociális mozgalmaknak, melyek a 20. század harmincas éveiben indultak születtek és indultak gyors fejlődésnek, elsősorban az 1931-ben megjelent pápai szociális körlevél, a Quadragesimo anno hatására. A katolikus gyökerű mozgalmak közül a KALOT, az EMSZO és a KIOE után talán a legígéretesebb a Hivatásszervezet volt.
A KALOT az agrárifjúságot célozta meg, a KIOE az ipari munkásifjúság körében végzett szervező munkát. Az EMSZO, mely szintén a városi és az ipari munkások szervezete volt, korosztályi megkötés nélkül, elsősorban helyi jellegű csoportokban tevékenykedett. Hiányzott azonban a keresztény szociális mozgalmak közül a munkások érdekeit hatékonyan képviselni és érvényesíteni tudó, országos hatáskörű szervezet. Ezért alakult meg 1939-ben a Magyar Dolgozók Országos Hivatásszervezete, röviden: Hivatásszervezet.

## A szegedi kezdetek
Ennek előzménye az volt, hogy Szegeden két fiatal jezsuita, Kerkai Jenő és Nagy Töhötöm, közel egyéves előkészítő munkát követően, 1937-ben létrehozták a Szegedi Munkásság Hivatásszervezetét kifejezetten érdekvédelmi céllal, keresztény szociális alapon, a Rerum novarum és a Quadragesimo anno pápai enciklikák szellemében; abban a meggyőződésben, hogy a dolgozókat és a vállalkozókat egy tárgyalóasztalhoz ültető szakmai érdekvédelmi szervezetekben (hivatásrendekben) feloldható lesz az osztályellentét, s a szociáldemokrácia osztályharcos szemléletével szemben a keresztény tanítás talaján találkozni fognak és ezért feloldható lesznek a látszólag egymásnak feszülő érdekek. A szervezőmunka gyors eredményeket hozott: 1938 decemberében Szegeden 74 szakosztályban 6540 munkás volt a szervezet tagja (vagyis Szeged munkásságának 85%-a). Az általa indított sztrájkok, bérmozgalmak több esetben is sikeresek voltak, s a munkások bérének emeléséhez, a munkakörülmények javításához vezettek.

## Országos mozgalommá válás
A Hivatásszervezet 1939-ben vált országos mozgalommá. Ez év tavaszán került sor a Magyar Dolgozók Országos Hivatásszervezete alakuló gyűlésére. Alapszabályát 1939 májusában hagyta jóvá a Belügyminisztérium. A mozgalom elnöke Meggyesi Sándor lett. Három tagozatot hoztak létre: agrár (elnöke Pörneczi József lett), munkás (elnök: Radzik János) és értelmiségi (elnök: Mednyánszky Miklós) tagozatot. A három tagozat titkárainak Kemény Tibort, Farkas Györgyöt, Vida Istvánt választották, az egész szervezet főtitkára pedig Vida István lett.
A vezetőséget a tagok maguk közül, a dolgozók közül választották, ám a háttérben papok, tanítók, ügyvédek segítették tanácsaikkal a választott vezetőséget.
A Hivatásszervezet kifejezetten felekezetközinek nyilvánította magát. Tehát nem kívánt kötődni a Katolikus egyházhoz. Hasonlóképp távol kívánt maradni a pártpolitikától.
Hamarosan csatlakozott a Hivatásszervezethez a Giesswein Sándor által Győrben alapított első keresztényszocialista szakszervezet.
A Hivatásszervezetben 1939 nyarán az ipari tagozatnak 14, az agrártagozatnak 6, az értelmiségi tagozatnak 23 csoportja volt szerte az országban.1940-ben pedig, a második bécsi döntést követően, megkezdődött Erdélyben is a szervezkedés.
Az ipari tagozat a jogsegélyezésre összpontosított; a munkások és a munkaadók közötti érdekegyeztető tárgyalásokat kezdeményezett, bérvitákat bonyolított le, kollektív szerződéseket segített elő, munkaalkalmakat kutatott föl. Elsősorban ott tudott gyökeret verni, ahol a szociáldemokrata szakszervezetek kisebb befolyással bírtak, így a textiliparban, cukorgyárakban, élelmiszeriparban vagy a kisüzemekben.
Nagy feltűnést keltett, hogy röviddel megalakulásukat követően a harmincas évek legnagyobb és eredményes bérharcát vezették le Goldberger budai textilgyárában. Részt vettek a hatósági bérmegállapító bizottságok munkájában, drágasági pótlékot vívtak ki a munkásoknak, harcoltak a társadalombiztosítási rendszer fejlesztéséért, önsegélyző intézményeket állítottak fel, és rövid időn belül az ország legdinamikusabban fejlődő munkásszervezetévé váltak. Dokumentum maradt arról, hogy a Hivatásszervezet 1939. júniustól októberig, tehát 5 hónap alatt 71 érdekvédelmi akciót vezetett.
Az agrártagozat elsősorban a nincstelen mezőgazdasági munkások körében tevékenykedett, de foglalkozott a kisbérlők és a kisgazdák problémáival. Már az első félévben 31 bérmozgalmat vezettek le sikeresen, többször sztrájkkal egybekötve. A 31 közül három bérmozgalom egyházi nagybirtokon zajlott (Kalocsa, Pannonhalma, Zirc). Az agrártagozatnak 1943-ban már ötszáz helyi csoportja volt.

## A második világháború alatt és után
1941-ben a Hivatásszervezetnek 300 szervezetében 25 000 tagja volt. A mozgalmat 25 megyei titkár irányította.
Az érdekvédelmi munkát nagymértékben segítette, hogy a Hivatásszervezet jelentőségét korán felismerte és támogatta Teleki Pál miniszterelnök. Az ő ösztönzésére hozta létre a KALOT, az EMSZO és a Hivatásszervezet közös frontját Magyar Szociális Népmozgalom elnevezéssel 1940-ben. Még ebben az évben csatlakozott hozzájuk a felvidéki Prohászka Körök szervezete. Gergely Jenő történész szerint a Népmozgalom Teleki miniszterelnök nyilas- és náciellenes elképzeléseit volt hivatva közvetett módon támogatni és előmozdítani. A közös népmozgalmi aktivitás azonban Teleki 1941-ben bekövetkezett halálával véget ért. (Újabb összefogásra 1943 vége felé került sor, amikor megalakult a Katolikus Szociális Népmozgalom.)
1940-től az EMSZO és a Hivatásszervezet közösen adta ki a 25.000 példányban megjelenő Új Rend című hetilapot. A Hivatásszervezet elsősorban munkások gazdasági-szociális helyzetének javításának a témájával foglalkozott; a kulturális és lelki művelés feladata az EMSZO-é volt. A lapban éles hangú cikkek jelentek meg a szociáldemokrácia ellen, de ezzel egyidejűleg felléptek a nyilasokkal szemben is.
Bár a második világháború következményei (hadköteles férfiak nagyszámú besorozása, sztrájktilalom a hadüzemekben stb.) jelentős mértékben visszavetették a Hivatásszervezet addig gyors fejlődését, de meg nem állították.
1943-ban az Hivatásszervezetnek már húsz helyen működött titkársága az országban. Az ipari és agrártagozat együttes taglétszáma megközelítette a százezret. Tíz munkásfőiskolán képezték a jövendő munkásmozgalmi vezetőket.
Működését végül két betiltás törte kerékbe: először a Szálasi-kormány alatt a nyilasok tiltották be a szervezetet, majd pedig a háború után a kommunista irányítás alatt álló belügyminisztérium 1946-ban. A vezetők közül sokakat internáltak, másokat rendőri felügyelet alá helyeztek, a szervezet könyvtárait elszállították, kiadványaikat tiltó listára tették, irattáraikat eltüntették. Egykori létüket, munkásságukat több évtizeden át elhallgatták.